# Список умерших в 684 году

## Август
- 24 августа — Уэн Руанский, святой епископ Руанский, советник, рефендарий и канцлер нескольких правителей из Меровингов.

## Дата смерти неизвестна или требует уточнения
- Абдуллах ибн Амр ибн аль-Ас — один из сподвижников пророка Мухаммеда, мусульманский правовед (факих).
- Адельгунда — святая Римско-Католической и Православной церкви.
- Аманд, святой, бенедиктинский монах, миссионер, просветитель Бельгии и креститель фламандских земель.
- Гизлемар, майордом Нейстрии (680/681—683/684).
- Зайнаб бинт Али — внучка пророка Мухаммеда по линии его дочери Фатимы аз-Захры и его зятя Али ибн Абу Талиба.
- Ло Биньван — китайский поэт времен империи Тан.
- Муавия II ибн Язид — омейядский халиф, находившийся у власти около половины года после смерти своего отца Язида I; последний представитель суфьянидской ветви Омейядов.
- Нуман ибн Башир, сподвижник пророка Мухаммеда.
- Оппа, епископ Туя.
- Сидоний Сен-Сансский, святой аббат.
- Святой Филиберт — монах-бенедиктинец, основатель Жюмьежского аббатства, причислен к лику святых.
- Цезарий I — герцог Неаполя (677—684).